# Hand Action
Hand Action est un magazine mensuel français de handball. Il traite de l'actualité du handball masculin et féminin. Il est reconnu par les amateurs de hand comme le magazine de référence pour connaître les dernières infos et news du handball français et international.

## Historique
Il a été créé en 2001 par Pascal Legendre, directeur de Maxi-Basket, Rodolphe Trehet et Ludovic Mauchien. Hand Action était édité par le groupe GESI-SEMP qui publiait le magazine Maxi-Basket. À la suite de sa liquidation en 2008, celui-ci a été racheté par le groupe Tomar Presse, éditeur du magazine Basket News. Tomar Presse a repris tous les titres du groupe dont Hand Action. Mais à la suite de difficultés financières, ce dernier a dû vendre le titre handballistique à la société Roto Presse Numeris puis à la société Norac Presse. En 2013, le magazine Hand Action est édité par le groupe Print France Offset dénommée PFO qui est aussi l'éditeur délégué des magazines officiels des clubs de foot du Paris Saint-Germain, de l'AS Saint-Etienne et du Lille Olympique SC.
Le dernier numéro est paru en mars 2019.